# Belvosia ciliata
Belvosia ciliata là một loài ruồi trong họ Tachinidae.